# Dama al bagno
La Dama al bagno (in francese: Dame au bain; in inglese: A Lady in Her Bath) è un dipinto a olio su tavola dell'artista francese François Clouet, creato nel 1571. L'opera misura 92,3 centimetri per 81,2. Si trova nella galleria nazionale d'arte di Washington ed è uno degli unici due o tre dipinti firmati da Clouet. 
Esistono varie repliche dell'opera, tra le quali una al museo del Prado di Madrid e una al museo del castello di Chantilly.

## Descrizione
François Clouet era un pittore di corte presso i re di Francia Francesco I, Enrico II e Carlo IX. In questo quadro egli raffigurò una donna nuda, tranne per i gioielli, che si fa il bagno. La bagnante è seduta in una vasca coperta da un panno bianco e sovrastata da delle tende color cremisi. Le cortine scostate invitano lo spettatore a "sbirciare" nell'ambiente intimo della dama. Con la mano sinistra ella scosta il tessuto bianco, rivelando la firma dell'artista (FR·IANETII·OPVS), mentre la mano destra poggia su un'asse coperta da un tessuto bianco, sul quale si trova una natura morta. Un bambino che si trova dietro di lei allunga la mano per afferrare dell'uva che si trova in questa ciotola. Dietro si trovano una nutrice che allatta un bambino e una serva che porta una brocca d'acqua calda per riscaldare la vasca. Dietro la nutrice si trova una finestra che dà su un albero, mentre sulla parete della stanza è appeso un quadro che raffigura un liocorno.
Questo dipinto ebbe un successo particolare nella corte francese, in quanto generò una vera e propria moda di ritratti di donne che si fecero ritrarre in un ambiente domestico, spesso in una vasca da bagno e in compagnia di una nutrice. Il quadro Gabrielle d'Estrées e sua sorella presenta uno scenario simile, con due donne in una vasca circondata da una tenda color cremisi e una serva sullo sfondo, raffigurata mentre cuce un vestito. Una variante di quest'opera, oggi al museo del Louvre, sostituisce la sarta con la stessa balia dell'opera di Clouet e ripropone la serva con la brocca. Inoltre, l'effigiata della copia della Dama al bagno al museo Condé di Chantilly è diversa dal dipinto originale, e la tradizione la identifica proprio con Gabrielle d'Estrées.

## Analisi

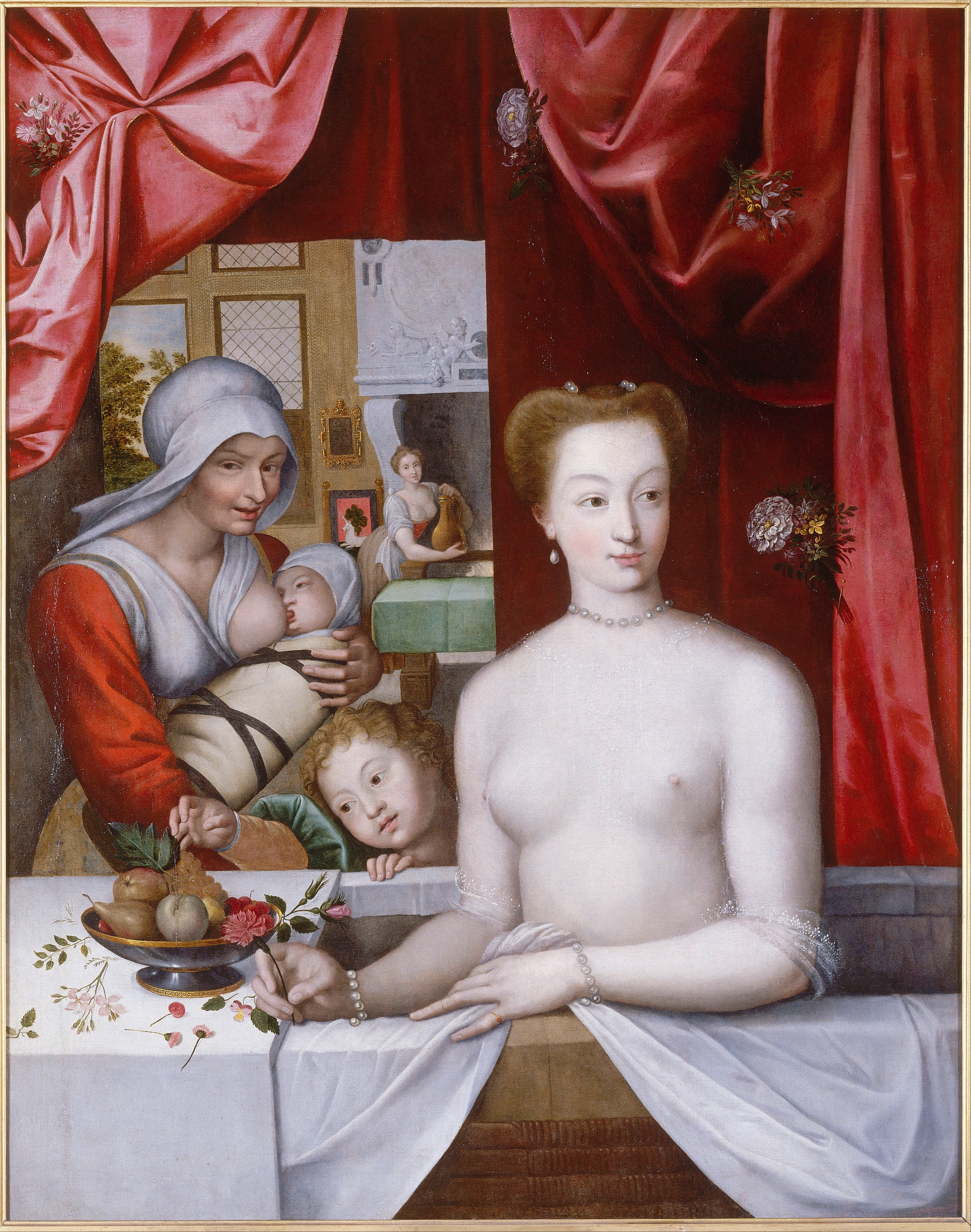
La copia del museo Condé.

L'identità della bagnante adolescente è sconosciuta. È probabile che possa essere Diana di Poitiers, l'amante del re Enrico II di Francia quando era un'adolescente. Lo studioso Roger Trinquet ha ipotizzato nel 1966 che la donna adolescente sia Maria Stuarda. Il volto della donna assomiglia a degli altri ritratti di Maria, in particolare il disegno di Clouet che raffigura Maria in lutto. Trinquet credeva che il quadro fosse inteso come una satira per un mecenate ugonotto.
Si pensa inoltre che il dipinto si ispiri almeno in parte a un cartone di scuola leonardesca noto con il nome di Gioconda nuda. Secondo gli studiosi, la bagnante ha partorito da poco. Secondo la galleria nazionale vasintoniana, la simmetria del volto della bagnante, simile a quella di una maschera, rende difficile l'identificazione esatta. Inoltre, il contrasto tra la figura dipinta in modo uniforme e i dettagli più superficiali della frutta, dei gioielli e dei tessuti deriva dall'unione delle influenze dell'arte fiamminga e dell'arte italiana che caratterizzarono l'arte della corte francese alla fine del sedicesimo secolo.